# Niphona nigrohumeralis
Niphona nigrohumeralis är en skalbaggsart som beskrevs av Stefan von Breuning 1938. Niphona nigrohumeralis ingår i släktet Niphona och familjen långhorningar. Inga underarter finns listade i Catalogue of Life.